# Mafrián

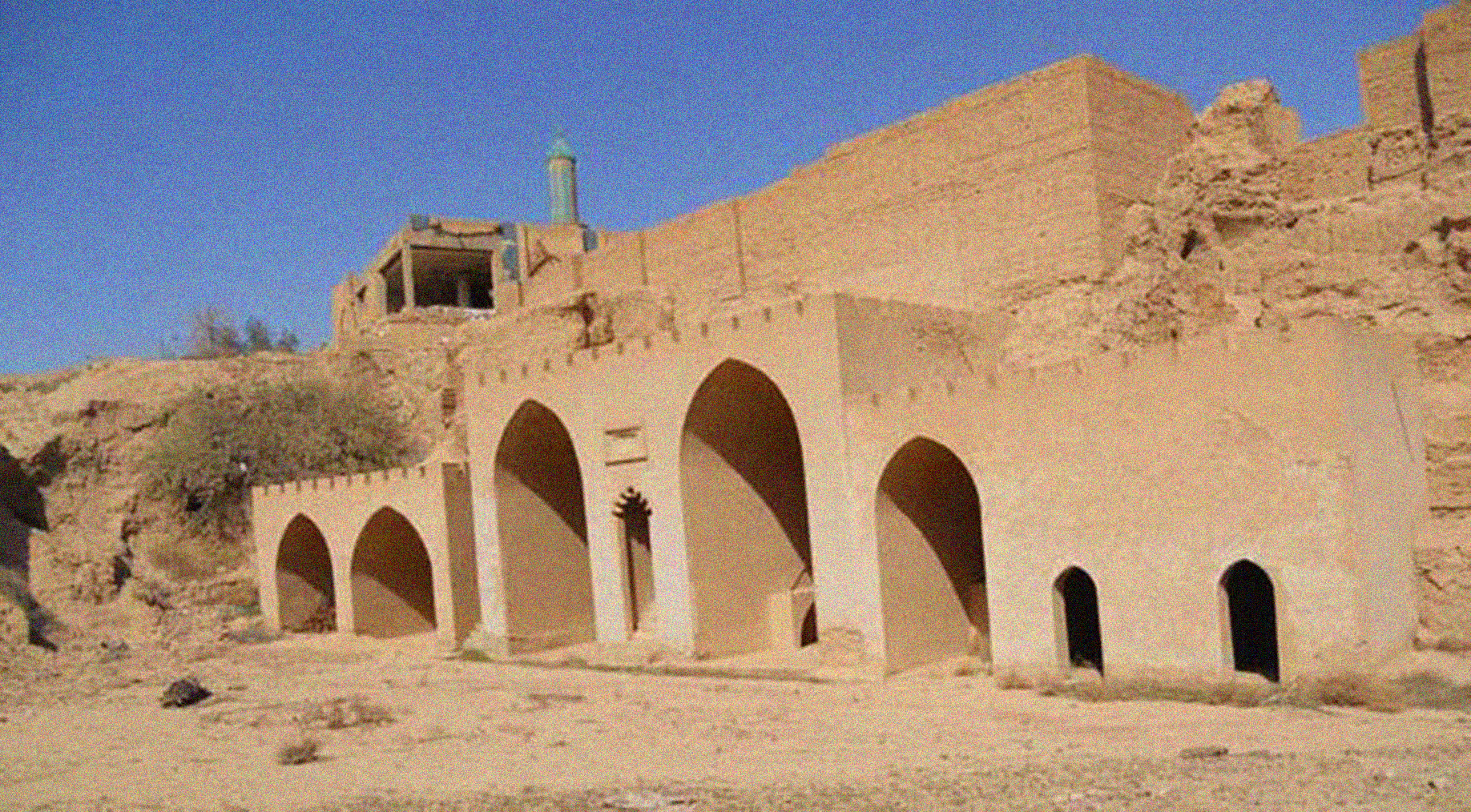
Iglesia de San Ahoadamah o iglesia verde de Tikit, antes de su destrucción por el Estado Islámico en 2014.

Mafrián (en siríaco: ܡܦܪܝܢܐ maphryānā) es históricamente el segundo más alto rango en la jerarquía eclesiástica de la Iglesia ortodoxa siriana, justo debajo de la de patriarca. El oficio de un mafrián es un mafrianato. Se considera equivalente al título occidental de primado.
Ha habido tres mafrianatos en la historia de la Iglesia ortodoxa siriana y uno, brevemente, en la Iglesia católica siria. La palabra "mafrián" deriva del árabe mafiryān, que lo tomó del siríaco maphryono (mprynʾ), que significa "el que da fruto, fructificador", metafóricamente "consagrador" de obispos.

## Catolicosado del Oriente
La dignidad eclesiástica se remonta al siglo VII, sin embargo sus orígenes comenzaron con la instauración de los catolicós del Oriente en el siglo V, que se hizo para unir a los cristianos dentro del Imperio sasánida bajo una única autoridad eclesiástica y actuar como vínculo con los cristianos del Imperio romano. Sin embargo, después del cisma nestoriano en 431, las enseñanzas de Nestorio fueron tachadas de heréticas en el Concilio de Éfeso y los nestorianos se vieron obligados a trasladarse al Imperio sasánida. A partir de ese momento, el catolicosado se hizo cada vez más nestoriano, lo que obligó a los pocos miafisitas persas que quedaban, como Filoxeno de Mabbug, a marchar al exilio.
A pesar de esto, dentro del Imperio sasánida, la ciudad mesopotámica de Tagrit (hoy Tikrit en Irak) por sí sola no adoptó el nestorianismo y se convertiría en el centro de las misiones miafisitas, también lo hicieron un número de cristianos en Mosul y el área de Nínive. Con el nacimiento de la Iglesia ortodoxa siriana a finales del siglo VI, el enérgico Jacobo Baradeo creó el oficio de «gran metropolitano de Oriente» en 559 para el obispo Ahoadamah, sin embargo fue ejecutado por los sasánidas en 575. Las condiciones específicas en las que operaba la Iglesia jacobita fueron decisivas para el establecimiento del mafrianato. El siglo VI fue el período en el que la Iglesia jacobita estaba desarrollando sus bases organizativas. En ese momento, esta Iglesia tenía creyentes y una organización a ambos lados de la frontera bizantino-persa. Debido a la hostilidad de estos dos imperios, la frontera era prácticamente intransitable y, como resultado, el patriarca jacobita de Antioquía tuvo dificultades para ejercer su jurisdicción en Persia. Además, la subordinación de la Iglesia persa jacobita al patriarca que residía bajo el gobierno de Bizancio hizo que durante este período, los miafisitas fueran objeto de una gran persecución por parte de los sasánidas, bajo la sospecha de que se inclinaban a apoyar a los bizantinos. Esto fue estimulado por las acusaciones de favorecer a los bizantinos por parte de los nestorianos en la corte del sah en Ctesifonte, alentando así una mayor persecución.
Durante este período se sabía que los persas esclavizaron gran parte del territorio romano que conquistaron y regresaron con una multitud de cautivos, incluidos bizantinos, la sede de Tagrit quedó vacante durante cinco años. Así que una vez que las hostilidades llegaron a su fin al final de la guerra bizantino-sasánida de 602-628, en 629 el patriarca sirio-ortodoxo Atanasio I Gammolo nombró a Marutha de Tagrit como el primer catolicós (el título de mafrián se fijó en una fecha desconocida posterior), con la tarea de organizar a los miafisitas en el Imperio sasánida desde el bastión miafisita de Tagrit. 
Además del monasterios de Mar Mattai, inicialmente Marutha tuvo la supervisión de otros 12 obispados (Beth Arbaye, Shigar, Maʿdan, Arzun, Gumal, Beth Ramman, Beth Waziq, Karma, Gazarta d'Beth Zabdai, Beth Nuhadra, Peroz-Shabur,  Shahrzur, y el de los árabes nómadas) a los que se agregaron 3 más posteriormente (Segestan, Herat, y Adarbaigan).

Tum maphrianus cum metropolita coenobii et episcopis sex ad coenobium Mar Matthaei regressus est, qui ad se alios qui reperiri potuerunt episcopos convocarunt, et duodecim dioeceses sub potestate maphriani Tagritensis ordinarunt: primam Arabiae, secundam Sigarae, tertiam Maaltiae, quartam Arzuni, quintam Gumal, sextam Beth-Raman quae et Beth-Wazik, septimam Charmeh, octavam Gozartae Cardu, nonam Beth-Nuhadrae, decimam Pir-Schabur, undecimam Scharzuli, duodecimam Arabum christianorum qui sunt Taglibenses sub tentoriis degentes; demum metropolitae coenobii sola dumtaxat Ninives dioecesis attributa fuit.
His stabilitis, Maruthas Tagritum concessit, atque eam urbem monasteriis et ecclesiis ornavit decoravitque. Ejus tempore regnum Arabum Persidem subegit; ille autem sapienti consilio arcem Tagritensem eis aperuit, quo factum est ut incolarum nemo damnum sit passus. Sub idem tempus orthodoxi multiplicati sunt in Perside, atque insignis congregatio Edessenorum, qui a Persis in captivitatem fuerant abducti, domicilium suum in Segestana et Chorasana fixerunt, mittentesque ad Marutham maphrianum antistites sibi postularunt; ille tres episcopos, Segestanae unum, alterum Herju, tertium Adorbiganae ordinavit ablegavitque. Sic itaque per universum Orientem professio orthodoxa celerrime extensa fuit.
Traducción al latín de las crónicas de Bar Hebraeus en las que refiere los nombre de los obispados sufragáneos del mafrianato

Los esfuerzos de Marutha de Tagrit iban a ser coronados con mayor éxito que los metropolitanos anteriores con la ayuda del médico de Cosroes II, Gabriel de Sinyar, quien se había ganado por completo la confianza de la reina cristiana Shirin. Esto le permitió reconstruir iglesias y administrar la Iglesia miafisita persa. También llevó a cabo una fructífera labor misionera entre los árabes y por todo el valle del río Tigris, difundiendo la fe sirio-ortodoxa. Con el nombramiento del catolicós llegó una gran autonomía eclesiástica de la Iglesia en Antioquía y tenía el poder de 
nombrar, consagrar, transferir y deponer obispos e incluso podía consagrar el santo crisma, pero tenía que referirse al patriarca por mover un obispo de una diócesis a otra. Esto se hizo para ayudar a mejorar la posición de los miafisitas dentro del Imperio persa, refutando las acusaciones de favorecer a los bizantinos, y el arreglo continuó incluso después de la caída del Imperio sasánida en 651 tras la conquista musulmana de Persia. 
Con el tiempo, las relaciones entre el catolicós y el patriarca siríaco ortodoxo de Antioquía se volvieron cada vez más tensas y, en ocasiones, condujeron a cismas e interferencias en la elección tanto del catolicós como del patriarca. En 869 se celebró el Concilio de Capharthutha para regular la relación y resolver las diferencias entre las dos posiciones. El concilio acordó que así como el patriarca consagraba al catolicós/mafrián, la consagración de un nuevo patriarca estaría reservada al catolicós/mafrián y que ambos evitarían interferir en la administración del otro. Sin embargo, los catolicós/mafrianes a menudo tenían disputas con obispos dentro de su propia administración, como el metropolitano del monasterio de Mar Mattai cerca de Nínive, que estaba celoso de la influencia preponderante de Tagrit. 
A partir del siglo IX los cristianos de Tagrit comenzaron a emigrar hacia el norte debido a las medidas restrictivas tomadas por algunos gobernadores musulmanes. Muchos se establecieron en Mosul y pueblos en las llanuras de Nínive, especialmente Bajdida, así como Tur Abdin. En 1074 Nísibis fue incluida dentro del catolicosado. La sede del catolicós inicialmente estaba en Tagrit, lo que había recibido la confirmación del califa en 991, hasta que en 1089 el gobernador musulmán ordenó la destrucción de la catedral principal, la iglesia de San Ahoadamah conocida como la iglesia verde, y se trasladó a Mosul. 

## Mafrianato del Oriente
Inicialmente se usó el título de catolicós en oposición directa a los rivales catolicós de Seleucia-Ctesifonte de la Iglesia del Oriente. El título «mafrián» entró en uso por primera vez alrededor de 1100, llamándose mafrianato del Oriente o mafrianato de Tagrit. Un gobernador musulmán posterior permitió en 1112 la reconstrucción de la catedral y el mafrián regresó a Tagrit. En 1152 unió las dos sedes y asumió el título de metropolitano de Mosul y Nínive, antes de ser obligado a trasladarse permanentemente al monasterio de Mar Mattai en 1156 al ser destruida Tagrit por orden del califa, conservando una jurisdicción inmediata sobre Tagrit y Nínive. Tagrit siguió siendo un centro importante de la Iglesia ortodoxa siriana, hasta que en 1258 los cristianos fueron masacrados y pocos escaparon durante la invasión mongola y finalmente la ciudad fue destruida por Tamerlán a finales del siglo XIV.
Hasta el siglo XI los catolicós/mafrianes eran casi exclusivamente personas de Oriente, pero más tarde obispos del patriarcado fueron consagrados y enviados a Oriente. Por primera vez en 1222 un mafrián, Ignacio Dawid, se convirtió en patriarca de Antioquía, algo que se repetiría otras 13 veces después. La historia de sus predecesores en el mafrianato fue escrita por el mafrián Bar Hebraeus (de 1264 a 1286), en Makhtbhanuth Zabhne, Chronicon.
A partir de 1533 el título se cambió a mafrián de Mosul para distinguirlo del nuevo oficio de mafrián de Tur Abdin, y los mafrianes agregaron el nombre de Basilio a su nombre. Con el tiempo, el número de cristianos ortodoxos siríacos en Mesopotamia disminuyó y el mafrianato perdió su significado original como resultado de un número decreciente de siríacos ortodoxos existentes fuera de la región de Tur Abdin. El último dignatario jacobita que ostentó el título de mafrián del Oriente, Basilio Behnama IV, murió en 1859 y el título residencial fue abolido en un sínodo de 1860 en el monasterio Deir ez-Za'faran de Mardin.
La dignidad de mafrián pasó a ser puramente titular y conferida a los metropolitanos jacobitas de Jerusalén, que sin embargo, residían junto al patriarca y nombraban un vicario en Tierra Santa.

## Mafrianato de Tur Abdin
El segundo mafrianato fue el mafrianato de Tur Abdin establecido en 1495 bajo la jurisdicción del patriarcado de Tur Abdin. El primer mafrián fue Basilio Malki de Midyat, que fue consagrado por el patriarca de Tur Abdin Ignacio Masud II de Zaz en 1495. No está claro qué tipo de jurisdicción ejercía este mafrián. No se nombró ningún nuevo mafrián de Tur Abdin después del asesinato del mafrián Basilio ʿAbd al-Aḥad de Anhil perpetrado por kurdos en marzo de 1844, en momentos en que el patriarcado se reconcilió con la Iglesia ortodoxa siriana de Antioquía.

## Mafrianato católico de hecho
El arzobispo de Nínive Isaac Basilio Joubeir se convirtió al catolicismo en los tiempos turbulentos de los intentos de unión de la Iglesia ortodoxa siriana con la Iglesia católica durante el tiempo de los primeros patriarcas de la Iglesia católica siria: Ignacio Andrés Akijan (de 1662 a 1677) e Ignacio Gregorio Pedro VI Shahbaddin (de 1679 a 1702). Después del arresto de este último patriarca por las autoridades del Imperio otomano y su muerte en prisión el 4 de marzo de 1702, el 23 de noviembre de 1703, Isaac Basilio Joubeir fue elegido nuevo patriarca, estando entonces refugiado en el consulado de Francia en Estambul. El 17 de noviembre de 1704 fue confirmado como patriarca de Antioquía de los sirios católicos por la Santa Sede. Sin embargo, Joubeir no aceptó el título de patriarca y se consideró a sí mismo sólo como mafrián, esperando un mejor momento para asumir el patriarcado. En 1706 se trasladó a Roma, donde murió el 18 de mayo de 1721. El mafrianato de Joubeir no fue oficializado por la Santa Sede y un nuevo patriarca católico solo pudo ser elegido en 1783.

## Mafrianato de Malankara
Desde fines del siglo XIX los metropolitanos malankaras solicitaban infructuosamente al patriarca de Antioquía el título de mafrián. En 1912 el depuesto patriarca de Antioquía ʿAbdulmasīḥ II consagró a Basilio Paulo I de la facción autonomista de la Iglesia ortodoxa siriana de la India como mafrián, generando una ruptura con la facción patriarcal en la India. Paulo I fue sucedido por otros mafrianes locales consagrados por obispos autonomistas en la India, que no fueron reconocidos por el patriarca, creándose una nueva Iglesia autocéfala, la Iglesia ortodoxa siria de Malankara.
El mafrianato de Malankara no fue reconocido de hecho por los patriarcas de Antioquía hasta 1958, cuando ambas facciones se reconciliaron. El patriarca Ignacio Yaʿqub III consagró a Basilio Augen I con el título de mafrián el 22 de mayo de 1964 en un sínodo celebrado en Kottayam para la primacía de la Iglesia ortodoxa siriana en la India, bajo la formulación de mafrián y catolicós del Oriente. 
Sin embargo, la situación se deterioró en 1975, el patriarca Ignacio Yaʿqub III retiró el reconocimiento de Basilio Augen I como mafrián y el 7 de septiembre de 1975 consagró en su lugar a Basilio Paulo II de la facción patriarcal. La facción autonomista continuó reconociendo a Basilio Augen I y la Iglesia ortodoxa de Malankara se escindió nuevamente de la Iglesia ortodoxa siriana. Desde ese momento ha habido dos mafrianatos rivales en India, el de la Iglesia ortodoxa de Malankara independiente del patriarca de Antioquía, que usa el título de catolicós del Oriente y reside en Kottayam; y el de la rama que siguió leal al patriarca, la Iglesia cristiana siria jacobita, que desde 2002 se llama mafrián y catolicós de la India y es referido generalmente solo como catolicós. Este último reside en Puthencruz en el estado de Kerala, ocupa el segundo lugar después del patriarca y preside el sínodo de la Iglesia en la India.